# Fakhruddin Ali Ahmed

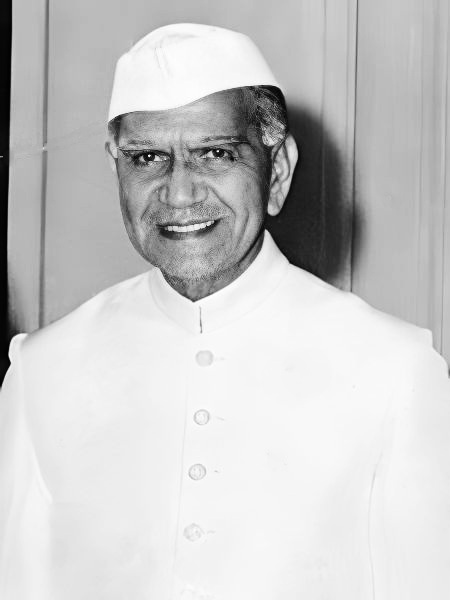
Fakhruddin Ali Ahmed

Fakhruddin Ali Ahmed (Assamesisch ফখৰুদ্দিন আলি আহমেদ Ausspracheⓘ; * 13. Mai 1905 in Delhi; † 11. Februar 1977 in Neu-Delhi) war ein indischer Politiker und von 1974 bis 1977 Präsident der Republik Indien.
Fakhruddin Ali Ahmed wurde als Sohn eines aus Assam stammenden Armee-Arztes in Delhi geboren. Er entstammte einer muslimischen Familie. Nach seiner Schulbildung in Indien studierte er Rechtswissenschaften an der Universität Cambridge und erwarb 1927 seinen Abschluss. In Cambridge lernte er auch Jawaharlal Nehru kennen. Er kehrte nach Indien zurück und war dort zunächst als Anwalt am Lahore High Court tätig. 1935 wurde er in das Parlament von Assam gewählt. Als Finanzminister von Assam verantwortete er 1938 radikale Steuermaßnahmen. Im Jahr 1939 wurde er aufgrund seiner politischen Aktivitäten für den Indischen Nationalkongress verhaftet und verbrachte bis zum April 1945 insgesamt viereinhalb Jahre im Gefängnis. 
Ahmed wurde 1946 zum Generalstaatsanwalt von Assam ernannt und bekleidete dieses Amt sechs Jahre lang. Nach einer Amtszeit im Unionsparlament war er wieder in Assam politisch tätig. Im Januar 1966 berief ihn Indira Gandhi in ihr erstes Kabinett. Er übernahm verschiedene Ministerämter, Bewässerung und Energie, Erziehung, Industrielle Entwicklung und Landwirtschaft. Am 17. August 1974 wurde er zum fünften Präsidenten von Indien gewählt. Er starb im Amt.